# Šípka
Šípka je přírodní rezervace v katastrálním území obce Plášťovce v okrese Levice v Nitranském kraji na Slovensku. Území bylo vyhlášeno v roce 1988 a jeho rozloha je 46,84 hektaru. Předmětem ochrany je biotop lesostepní a stepní vegetace.